# Atic Atac
Atic Atac är ett ZX Spectrum-spel utvecklat och utgivet av Ultimate Play The Game år 1983. Det utspelar sig i ett flip-screen-slott i vilket spelaren har i uppgift att hitta "The Golden Key of ACG". Spelet skrevs ursprungligen av Tim Stamper och Chris Stamper, och portades senare till BBC Micro.

## Gameplay
Spelare kan välja att spela som tre olika karaktärer:
- Trollkarlen
- Riddaren
- Slaven

Valet av karaktär är inte enbart kosmetiskt; Varje karaktär har tillgång till en egen hemlig gång som är unik för karaktären, vilket innebär att navigering genom slottet är olika för de olika karaktärerna. Dessutom så är slaven den enda karaktär som har momentum, och kommer fortsätta förflytta sig kort efter att springknappen släppts, till skillnad från de övriga karaktärerna, som stannar direkt.
I likhet med övriga Ultimate Play The Game-spel, så dyker vanligt förekommande fiender upp och anfaller spelarkaraktären slumpmässigt när spelaren går in i ett rum. Det finns även fiender som är omöjliga att besegra, och måste undvikas. Dessa vaktar i allmänhet delar av "The Golden Key of ACG", eller anfaller spelaren.
Dörrar i spelet öppnas och stängs slumpmässigt, och det är möjligt att bli tillfälligt inlåst i ett rum medan livsmätaren tickar nedåt. När spelarkaraktären dör byts den ut mot en gravsten, och förblir sådan under resten av spelets gång.

## Mottagande
Atic Atac blev allmänt hyllat när det släppts. Micro Adventurer sade att "detta spel kan laddas ned utan förbehåll", medan CRASH sade att "det är en sak - fantastiskt!", och betygsatte spelet med 92 %. Computer and Video Games sade att det var "det än så länge bästa från Ultimate", och beskrev det senare, 1984, som "datorspelares favorit bland arkadäventyrsspel". Personal Computer Games skrev att det var "ännu ett succéfullt spel", medan Sinclair User sade att "handlingens djup och GAS-grafiken gör det till ett superbt spel".
1991 utnämndes Atic Atac till det 79:e bästa ZX Spectrum-spelet någonsin av Your Sinclair, och 2007 beskrev Eurogamer spelet som ett "prima exempel på vad passion kan göra när den blir ordentligt digitaliserad", och gav spelet betyget 8/10.
Atic Atac var en stor inspirationskälla för Children's ITV-programmet Knightmare.